# Inferno Metal Festival
Pour les articles homonymes, voir Inferno.
 (juin 2023).
Inferno Metal Festival est un festival norvégien consacré au metal extrême, organisé annuellement à Oslo. Il a été fondé en 2001 par Jens F. Ryland, guitariste de Borknagar. Il regroupe une quarantaine de groupes durant quatre jours à Pâques. La plupart des concerts se déroulent au Rockfeller Music Hall.

## Programmation

### Années 2000

#### 2001
- 13 avril:
  - Scène principale (Rockfeller): Khold, Peccatum, Trail of Tears, Gehenna, Zyklon, Enslaved.
  - Scène annexe (John Dee): Audiopain, Cybele, Crest of Darkness, Bloodthorn, Hades Almighty.
- 14 avril:
  - Scène principale (Rockfeller): Zeenon, M-Eternal, Susperia, Pain, Cadaver Inc, Borknagar.
  - Scène annexe (John Dee): Tidfall, Ram-Zet, Burning Rubber, Farout Fishing, Red Harvest.

#### 2002
- 29 mars:
  - Scène principale (Rockfeller): Nocturnal Breed, Scariot, Carpathian Forest, Aeternus, Behemoth, Dimmu Borgir.
  - Scène annexe (John Dee): Zection 8, Eternal Silence, Minas Tirith, Windir, We.
- 30 mars :
  - Scène principale (Rockfeller): Source of Tide, Blood Red Throne, Vintersorg, Lock Up, Agressor, Witchery.
  - Scène annexe (John Dee):  Black Comedy, Manatark, Lowdown, Lost in Time, 1349.

#### 2003
- 17 avril:
  - Scène principale (Rockfeller): 1349, Belphegor, Entombed, Vader, The Kovenant.
  - Scène annexe (John Dee): Alsvartr, Lost at Last, Grand Alchemist, Perished, Taake.
- 18 avril:
  - Scène principale (Rockfeller): Sirenia, Ragnarok, Red Harvest, Opeth, Immortal.
  - Scène annexe (John Dee): Koldbrann, Lumsk, N.C.O, Audiopain, Runemagick.
- 19 avril :
  - Scène principale (Rockfeller): Exmortem, Soilwork, Cadaver, Children of Bodom, Necrophagia.
  - Scène annexe (John Dee): Deride, The Allseeing I, Shadows Fall, Raise Hell, Madder Mortem.

#### 2004
- 8 avril:
  - Scène principale (Rockfeller): Rotting Christ, Khold, Konkhra, Gorgoroth, My Dying Bride.
  - Scène annexe (John Dee): Maze of Torment, DimensionF3h, Manifest, Helheim, Mercenary.
- 9 avril:
  - Scène principale (Rockfeller): Aeternus, Susperia, Zyklon, Enslaved, Sadus.
  - Scène annexe (John Dee): Tonka, Sinners Bleed, Pawnshop, Manes, Asmegin
- 10 avril:
  - Scène principale (Rockfeller): Disiplin, Decapitated, Aborym, Holy Moses, Mayhem.
  - Scène annexe (John Dee): Urgehal, MindGrinder, Forgery, Defiled, Myrkskog.

#### 2005
- 24 mars:
  - Scène principale (Rockfeller): Chton, Mortiis, Lamented Souls, Amon Amarth, Morbid Angel.
  - Scène annexe (John Dee): Taakeferd, Nebular Mystic, Gorelord, Horricane, Hatesphere.
- 25 mars:
  - Scène principale (Rockfeller): Vreid, Grimfist, Aura Noir, Arcturus, Candlemass
  - Scène annexe (John Dee): Slogstorm, She Said Destroy, Deceiver, Zeenon, Seth.
- 26 mars:
  - Scène principale (Rockfeller): Nattefrost, Grave, Green Carnation, Gehenna, Dissection.
  - Scène annexe (John Dee): Goatlord, Obliteration, Naer mataron, Tsjuder, Sunn 0))).

#### 2006
- 13 avril:
  - Scène principale (Rockfeller): Keep of Kalessin, Nightrage, Khold, Carpathian Forest, Usurper.
  - Scène annexe (John Dee): Imbalance, Waklevören, Demonizer, The Deviant, Sahg.
- 14 avril:
  - Scène principale (Rockfeller): System:Obscure, Susperia, Dismember, Borknagar, Emperor.
  - Scène annexe (John Dee): Rimfrost, Funeral, Manngard, Endstille, Bloodthorn.
- 15 avril:
  - Scène principale (Rockfeller): Disiplin, Myrkskog, Bolt Thrower, Marduk, Cathedral.
  - Scène annexe (John Dee): Legion, Vesen, Face Down, Battered, Witchcraft.

#### 2007
- 5 avril:
  - Scène principale (Rockfeller): Norwegian Metal All-Stars, Trinacria, Primordial, Zyklon, Suffocation.
  - Scène annexe (John Dee): Fatal Demeanor, Karkadan, Unspoken, Paradigma,Watain.
- 6 avril:
  - Scène principale (Rockfeller): Red Harvest (remplace Sabbat qui a été annulé), God Dethroned, Sigh, Moonspell, Immortal.
  - Scène annexe (John Dee): Ravencult, Ground Zero System, Rotten Sound, Legion of the Damned, Hecate Enthroned.
- 7 avril:
  - Scène principale (Rockfeller): Brutal Truth, Dødheimsgard, Dark Funeral, Tiamat, Sodom.
  - Scène annexe (John Dee): Lobotomized, Resurrected, Blood Tsunami, Koldbrann, Anaal Nathrakh.

#### 2008
L'édition 2008 s'est déroulée du 19 au 22 mars. Il s'agit de la première édition se déroulant durant quatre jours. Lors de la première journée, les groupes se produisent dans différentes salles de la ville. Les trois journées suivantes ont lieu au Rockfeller Music Hall.
- 19 mars :
  - Subscene : Slagmark, Cor Scorpii, Goat the Head, Cult of Luna.
  - John Dee : Audrey Horne, Red Harvest, In Vain, Vreid, Keep of Kalessin.
  - Rock In : Diskord, Urgehal.
  - Blå : Käthe Kollwitz, Sahg.
  - Garage : Insense, Gallhammer.
  - Maiden : Deject, Negură Bunget, Karaoke from Hell.
- 20 mars :
  - Scène principale (Rockfeller): Skitliv, Onslaught, Tristania, Behemoth, Gorgoroth.
  - Scène annexe (John Dee): Axegressor, Cor Scorpii, Dead to this world, Goat the Head, Cult of Luna.
- 21 mars :
  - Scène principale (Rockfeller) : The Batallion, Krux, Tulus, Gorefest, Satyricon.
  - Scène annexe (John Dee) : Whip, Obsidian Throne, Ramesses, Benighted, Den Saakaldte.
- 22 mars :
  - Scène principale (Rockfeller) : Mortal Sin, Unleashed, 1349, Overkill, Destruction.
  - Scène annexe (John Dee) : Drone, Desecration, Iskald, Burst, Shining.

#### 2009
L'édition 2009 s'est déroulée du 8 au 11 avril.
- 8 avril :
  - Subscene : Execration, Black Comedy, Kampfar
  - John Dee : Sarke, Mencea, Sahg
  - Rock In : Vörgus, Deathhammer, Warlord UK
  - Blå : Terrordrome, Blood Red Throne
  - Garage : Ørkenkjøtt, Manhattan Skyline
  - Victoria : Vulture Industries, Earth
  - Revolver : Årabrot
- 9 avril :
  - Scène principale (Rockfeller): Negură Bunget, Kampfar, The Batallion, Septic Flesh, Pestilence
  - Scène annexe (John Dee): Kraanium, Episode 13, Azarath, Ramesses, Unearthly Trance
- 10 avril :
  - Scène principale (Rockfeller) : Dew-Scented, Vreid, Swallow the sun, Keep of Kalessin, P&radise Lost
  - Scène annexe (John Dee) : Taetre, Krypt, Pantheon I, Root, Vicious Art
- 11 avril :
  - Scène principale (Rockfeller) : Koldbrann, Helheim, Troll, Samael, Carpathian Forest
  - Scène annexe (John Dee) : Seregon, Execration, Black Comedy, Grand Magus, Code

### Années 2010

#### 2010
L'édition 2010 s'est déroulée du 31 mars au 3 avril.
- 31 mars:
  - Garage : Gravdal, Torture Division, Serenity Trace.
  - John Dee : Shining, Kvelertak, Mongo Ninja.
  - Rock In : Open Casket Terror, Faustcoven, Tribulation.
  - Blå : Spearhead, Scribe, Vomitory.
  - Victoria : Void ov Voices, Final Fantasy, Jarboe.
  - Revolver : Monolithic.
- 1er avril:
  - Scène principale (Rockfeller): Madder Mortem, Eyehategod, Belphegor,Finntroll, Marduk.
  - Scène annexe (John Dee) : Nifrost, Svarttjern, Demonic Resurrection, The Psyke Project, Nachtmystium.
- 2 avril:
  - Scène principale (Rockfeller): Mistur, Ram-Zet, Benediction, Ihsahn, Mayhem.
  - Scène annexe (John Dee) : Thrones of Katarsis, Fortid, Blodspor, Obscura, Ragnarok.
- 3 avril:
  - Scène principale (Rockfeller): Årabrot, Taake, Deströyer 666, The Kovenant, Death Angel.
  - Scène annexe (John Dee) : Como Muertos, Sarkom, Irr, Exumer, Necrophagist.

#### 2011
L'édition 2011 s'est déroulée du 20 au 23 avril.
- 20 avril:
  - Elm Street : Cease of Breeding, Hideous Divinity, Rikets Crust.
  - John Dee : Insense, Obliteration, Einherjer.
  - Rock In : Alcest, Resonaut, March of Echoes.
  - Blå : Haust, The Kandidate, Gaza, Trap Them, Rotten Sound.
  - Victoria : From Purgatory, Dornenreich, Altaar.
  - Revolver : Summon the Crows, Okultokratti.
  - Unholy : The Farmhouse Kllings, Caro.
- 21 avril:
  - Scène principale (Rockfeller): Akercocke, Gothminister, Dødheimsgard, Aura Noir, Forbidden.
  - Scène annexe (John Dee) : Infernal War, Bhayanak Maut, Harm, Nidingr, Voivod.
- 22 avril:
  - Scène principale (Rockfeller): Djerv, Soilent Green, Atheist, Immortal.
  - Scène annexe (John Dee) : Temple of Baal, Astaroth, Today is the Day, Ava Inferi, Exhumed.
- 23 avril:
  - Scène principale (Rockfeller): Manifest, Malevolent Creation, Pentagram, Napalm Death, Meshuggah.
  - Scène annexe (John Dee) : Slavia, Imperium Dekadenz, No Dawn, Illdisposed, Urgehal.

#### 2012
L'édition 2012 s'est déroulée du 4 au 7 avril.
- 4 avril:
  - John Dee : Ribozyme, Dunderbeist, Nekromantheon.
  - Victoria : Ô Paon, Mount Eerie, Earth.
  - Blå : Chton, Manifest, Hellish Outcast.
  - 300AS : Noiser, Void ov Voices.
  - Revolver : Viđr, Kirkebrann.
  - Unholy : Gate to Khaos, Execration.
  - Rock In : Cleaver, Magister Templi, Solstorm.
- 5 avril:
  - Scène principale (Rockfeller): Trollfest, Anaal Nathrakh, 1349, Triptykon, Borknagar.
  - Scène annexe (John Dee) : Corpus Mortale, Undying Inc., The Konsortium, Vesen, Church of Misery.
- 6 avril:
  - Scène principale (Rockfeller): Merah, Agalloch, Tsjuder, Absu, Autopsy.
  - Scène annexe (John Dee) : Necronomicon, Aeon Throne, Velnias, Dead Trooper, Sólstafir.
- 7 avril:
  - Scène principale (Rockfeller): Throne of Katarsis, Einherjer, Decapitated, Witchery,Arcturus.
  - Scène annexe (John Dee) : Aggravator, Svarttjern, Ancient Wisdom, The Monolith Deathcult, One Tail One Head.

### Années 2020

#### 2020
L'édition d'avril 2020 du festival est annulée et reportée à avril 2021 pour cause de pandémie de Covid-19.

## Liens
- Site officiel
- Liste des festivals de metal par pays
- Oslo